# Битка код Билбаија
Битка код Билбаија вођена је 4. новембра 1168. године између крсташке и египатске војске. Део је крсташких ратова, а завршена је победом крсташа. Остала је упамћена по страховитом покољу којег су крсташи извршили над локалним становништвом.

## Заузимање града
Битка представља први окршај египатске и крсташке војске у Амалриковом трећем походу на Египат. Крсташи наилазе на снажан отпор градског гарнизона и околног становништва. Град је ипак освојен 4. новембра 1168. године, а крсташи непромишљено чине страховити покољ међу градским становништвом међу којима су били и многи хришћани. Тиме су мислили да заплаше Египат како су чинили њихови претходници у Првом крсташком рату. Међутим, тиме су само изгубили оно мало симпатија које су имали међу Египћанима.